# Системное программирование
Системное программирование — деятельность по созданию системного программного обеспечения — операционных систем и их компонентов, драйверов устройств, утилит, компиляторов, систем управления базами данных, связующего программного обеспечения. Системный программист — разработчик, занимающийся системным программированием.
Системное программирование, зародившись в 1950-е — 1960-е годы как деятельность по созданию операционных систем и компиляторов для первых компьютеров и мейнфреймов, изначально велось в машинных кодах и на языках ассемблера. В 1960-е годы для этих задач постепенно стали применять также языки высокого уровня, сначала алголоподобные (Espol, SPL/3000, BLISS, JOVIAL); с 1970-х годов широко используется Си, впоследствии также стал применяться C++ и ряд других более поздних си-подобных языков (Objective-C, Swift). В 1970-е годы также был создан ряд универсальных низкоуровневых языков программирования, в частности — Форт, нашедших ограниченное применение при создании встроенного системного программного обеспечения. Начиная с 2000-х годов создаются новые языки, ориентированные на системное программирование (Zig, Nim), а с конца 2010-х годов в качестве одного из языков системного программирования получил распространение Rust.
Поскольку в системном программировании особую роль играют вопросы взаимовлияния аппаратных архитектур, алгоритмов и структур данных, характер деятельности отличается от прикладного программирования, в большей степени сконцентрированного на эффективном применении системного программного обеспечения к решению практических задач.